# Kvalifikacije za Svjetsko prvenstvo u nogometu 2014. (UEFA) – skupina A
Skupina A jedna je od devet skupina europskih kvalifikacija za SP 2014. Na SP u Brazilu izravno će se kvalificirati pobjednik skupine, a drugoplasirani će dobiti mogućnost izboriti nastup u doigravanju 8 najboljih drugoplasiranih iz 9 skupina za još 4 mjesta na SP (najlošiji drugoplasirani ne ide u doigravanje).
| Momčad     | Uta. | Pob. | Izj. | Por. | PoP | PrP | RP  | Bod. |
| ---------- | ---- | ---- | ---- | ---- | --- | --- | --- | ---- |
| Belgija    | 10   | 8    | 2    | 0    | 18  | 4   | +14 | 26   |
| Hrvatska   | 10   | 5    | 2    | 3    | 12  | 9   | +3  | 17   |
| Srbija     | 10   | 4    | 2    | 4    | 18  | 11  | +7  | 14   |
| Škotska    | 10   | 3    | 2    | 5    | 8   | 12  | -4  | 11   |
| Wales      | 10   | 3    | 1    | 6    | 9   | 20  | -11 | 10   |
| Makedonija | 10   | 2    | 1    | 7    | 7   | 16  | -9  | 7    |

## Utakmice
7. i 8. rujna 2012.
- Hrvatska -  Makedonija 1:0  Arhivirana inačica izvorne stranice od 9. srpnja 2014. (Wayback Machine)
- Wales -  Belgija 0:2  Arhivirana inačica izvorne stranice od 1. svibnja 2013. (Wayback Machine)
- Škotska -  Srbija 0:0  Arhivirana inačica izvorne stranice od 13. rujna 2013. (Wayback Machine)

11. rujna 2012.
- Srbija -  Wales 6:1  Arhivirana inačica izvorne stranice od 14. rujna 2013. (Wayback Machine)
- Belgija -  Hrvatska 1:1  Arhivirana inačica izvorne stranice od 1. svibnja 2013. (Wayback Machine)
- Škotska -  Makedonija 1:1  Arhivirana inačica izvorne stranice od 9. srpnja 2014. (Wayback Machine)

12. listopada 2012.
- Makedonija -  Hrvatska 1:2  Arhivirana inačica izvorne stranice od 7. rujna 2013. (Wayback Machine)
- Srbija -  Belgija 0:3  Arhivirana inačica izvorne stranice od 13. rujna 2013. (Wayback Machine)
- Wales -  Škotska 2:1  Arhivirana inačica izvorne stranice od 15. listopada 2013. (Wayback Machine)

16. listopada 2012.
- Hrvatska -  Wales 2:0  Arhivirana inačica izvorne stranice od 26. ožujka 2013. (Wayback Machine)
- Makedonija -  Srbija 1:0  Arhivirana inačica izvorne stranice od 26. ožujka 2013. (Wayback Machine)
- Belgija -  Škotska 2:0  Arhivirana inačica izvorne stranice od 24. ožujka 2013. (Wayback Machine)

22. ožujka 2013.
- Hrvatska -  Srbija 2:0  Arhivirana inačica izvorne stranice od 23. ožujka 2013. (Wayback Machine)
- Makedonija -  Belgija 0:2  Arhivirana inačica izvorne stranice od 17. ožujka 2013. (Wayback Machine)
- Škotska -  Wales 1:2  Arhivirana inačica izvorne stranice od 22. ožujka 2013. (Wayback Machine)

26. ožujka 2013.
- Belgija -  Makedonija 1:0  Arhivirana inačica izvorne stranice od 28. ožujka 2013. (Wayback Machine)
- Srbija -  Škotska 2:0  Arhivirana inačica izvorne stranice od 26. ožujka 2013. (Wayback Machine)
- Wales -  Hrvatska 1:2  Arhivirana inačica izvorne stranice od 26. ožujka 2013. (Wayback Machine)

7. lipnja 2013.
- Belgija -  Srbija 2:1  Arhivirana inačica izvorne stranice od 8. srpnja 2013. (Wayback Machine)
- Hrvatska -  Škotska 0:1  Arhivirana inačica izvorne stranice od 8. srpnja 2013. (Wayback Machine)

6. rujna 2013.
- Makedonija -  Wales 2:1  Arhivirana inačica izvorne stranice od 8. rujna 2013. (Wayback Machine)
- Škotska -  Belgija 0:2  Arhivirana inačica izvorne stranice od 8. rujna 2013. (Wayback Machine)
- Srbija -  Hrvatska 1:1  Arhivirana inačica izvorne stranice od 28. rujna 2013. (Wayback Machine)

10. rujna 2013.
- Makedonija -  Škotska 1:2  Arhivirana inačica izvorne stranice od 10. rujna 2013. (Wayback Machine)
- Wales -  Srbija 0:3  Arhivirana inačica izvorne stranice od 10. rujna 2013. (Wayback Machine)

11. listopada 2013.
- Hrvatska -  Belgija 1:2
- Wales -  Makedonija 1:0

15. listopada 2013.
- Belgija -  Wales 1:1
- Škotska -  Hrvatska 2:0
- Srbija -  Makedonija 5:1